# Arsenal naval de Sasebo

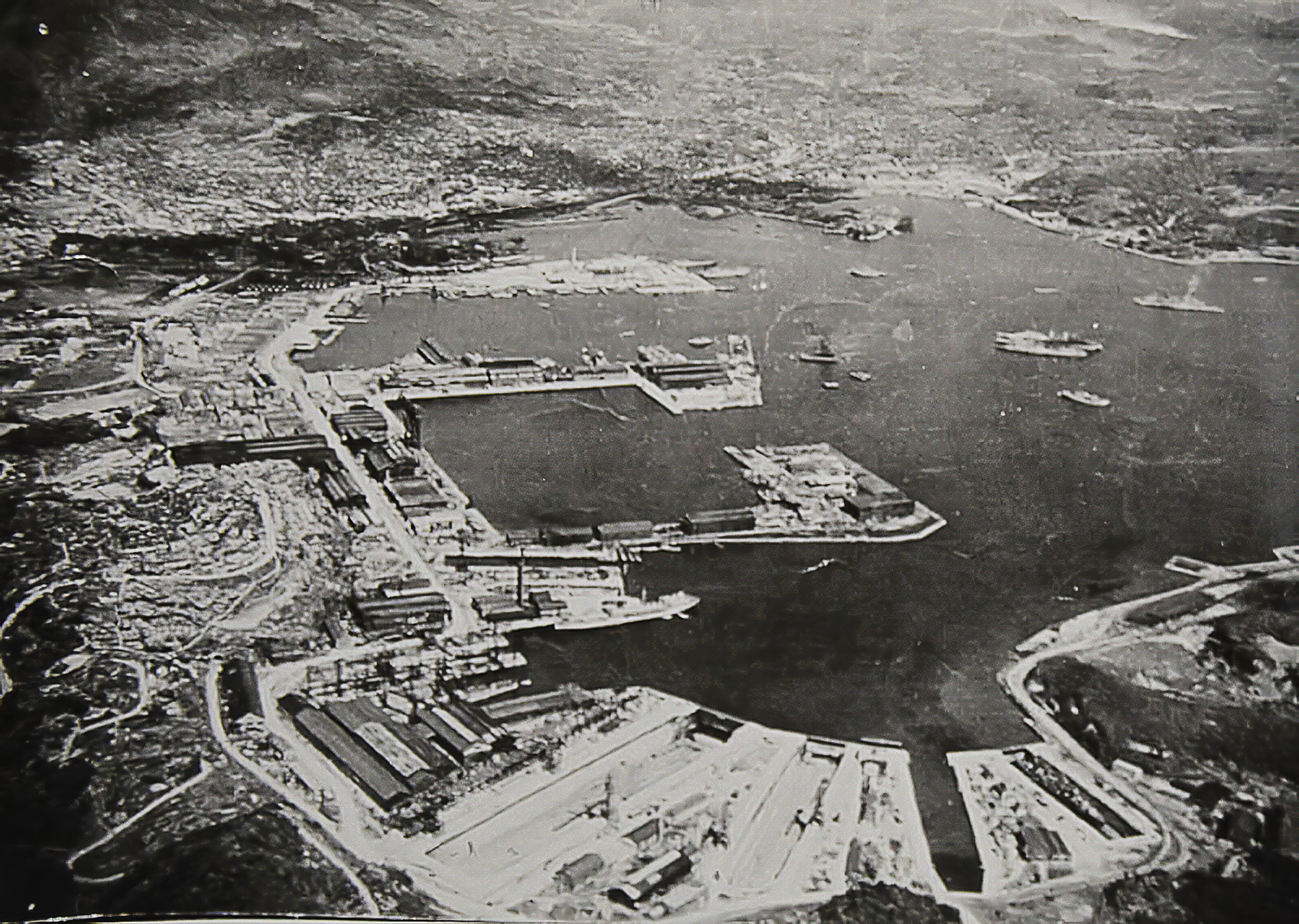
Arsenal naval de Sasebo (1920-1930)

L'arsenal naval de Sasebo (佐世保海軍工廠, Sasebo Kaigun Kosho) est l'un des quatre principaux chantiers navals de la marine impériale japonaise.

## Histoire

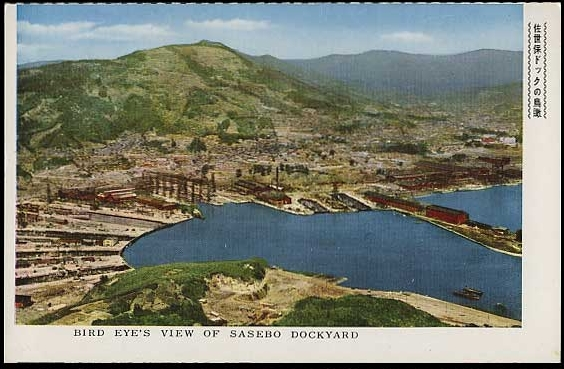
L'arsenal naval de Sasebo sur une carte postale des années 1930.

Le district naval de Sasebo est établi en 1886 en tant que troisième district naval responsable de la défense du Japon. Après l'établissement d'une base navale, des installations de réparations navales sont établies en 1889 avec une cale sèche. À la suite de l'ajout d'équipement de production de navires en 1897, le « chantier naval de Sasebo » est officiellement établi, et renommé en « arsenal naval de Sasebo » en 1903. La construction de l'arsenal est supervisée par le conseiller étranger français Louis-Émile Bertin.
En 1913, une grue de 250 tonnes est installée, et un agrandissement du chantier naval permet de commencer la construction de grands navires de guerre. Avec la mise en réserve de l'arsenal naval de Maizuru due au restriction du traité de Washington de 1922, la plupart des projets de construction de destroyers et torpilleurs de nouvelle classe sont transférés à Sasebo. Le site est également utilisé pour la conversion des cuirassés Akagi et Kaga en porte-avions.
La marine impériale japonaise emploie environ 50 000 personnes à l'arsenal naval de Sasebo au pic de la Seconde Guerre mondiale dans la construction et la réparation de destroyers, de croiseurs légers, de sous-marins et d'autres types de navires. Le 21e arsenal naval aérien, établi conjointement à Sasebo et à Ōmura, produira un total de 966 avions. Le site de Sasebo fut utilisé pour les réparations des cuirassés Yamato et Musashi durant la guerre du Pacifique.
Après la reddition du Japon du 2 septembre 1945, la 5e division de la marine américaine débarque à Sasebo et, en juin 1946, la base américaine de Sasebo est officiellement établie sur une portion de l'ancien arsenal naval de Sasebo. Les terrains restants des chantiers navals sont remis à une autorité civile avec l'établissement de Sasebo Heavy Industries Co. Ltd. en 1946. Le site est aujourd'hui l'un des derniers chantiers navals en activité au Japon.